# مكسح (لودر)

تعديل مصدري - تعديل

مكسح هي إحدى قرى عزلة زارة بمديرية لودر التابعة لمحافظة أبين، بلغ تعداد سكانها 58 نسمة حسب تعداد اليمن لعام 2004.